# Saint-May
Saint-May é uma comuna francesa na região administrativa de Auvérnia-Ródano-Alpes, no departamento de Drôme. Estende-se por uma área de 10,23 km². Em 2010 a comuna tinha 38 habitantes (densidade: 3,7 hab./km²).